# Стефан Владислав II
Стефан Владислав II (око 1270. - након 1326.) био је српски владар из династије Немањића. Као најстарији син српског краља Стефана Драгутина, наследио је 1316. године оца као владар у северним српским областима, али већ током исте године све те области је запосео Драгутинов брат, српски краљ Стефан Милутин, који је свог синовца Владислава заробио и заточио. Након смрти Милутина (1321), када је у Србији дошло до избијања династичког сукоба око престола, Владислав се прогласио за српског краља, али је недуго потом био поражен од Стефана Дечанског, који се тиме учврстио на престолу као нови српски краљ. Упркос поразу, Владислав је успео да задржи власт у северним српским областима, на пограничном подручју између Србије и Угарске, где се одржао све до 1326. године. Тачно време и место његове смрти нису познати.
Као син српског краља Стефана Драгутина (1276-1282) и угарске принцезе Каталине, Владислав је 1292. године добио титулу херцега Славоније, сврставши се у тадашњим династичким борбама у Угарској на страну свог рођака са мајчине стране, напуљског краљевића Карла Мартела Анжујског, који је претендовао на угарски крљевски престол (1290-1295). Наредне године (1293), Владислав се оженио млетачком племкињом Констанцом Морозини, пристајући уз новог угарског краља Андрију III (1290-1301). Иако је према Дежевском споразуму из 1282. године требало да наследи свог стрица, српског краља Стефана Милутина, тај споразум је касније обеснажен, услед избијања сукоба између Милутина и Драгутина. Упркос томе, Владислав је у два навата, прво након смрти Драгутина (1316), а потом и након смрти Милутина (1321) покушао да дође на српски престол, али без успеха.

## До доласка на власт
Стефан Драгутин се због прелома ноге 1282. повукао са престола предајући га своме брату. Милутин је требало доживотно остати на престолу које би потом наследио један од Драгутинових синова, вероватно Владислав. Могуће да је клаузулом Драгутиновим синовима остављена посебна област на управу.
У династичком рату у Угарској који је избио након погибије Ладислава (1290), Драгутин је у почетку пружао подршку Анжујској династији тј. претенденту Карлу Мартелу Анжујском. Као награду за оданост, Драгутинов син Владислав је 19. августа 1292. године именован херцегом Славоије, добивши простране поседе, псим оних који су већ припадали кнезовима Бабонићима и Франкопанима. Драгутин је следеће године Владислава оженио Констанцом Морозини, припадницом моћне млетачке породице. Драгутин се убрзо окреће против Анжујаца. Мартел је погинуо 1295. године, а нови анжујски кандидат постао је Карло Роберт. Рат се распламсао 1301. године након смрти Андрије, последњег припадника династије Арпад. Кандидат за краљевску круну сада је био и Владислав. Драгутин и Владислав ступају у везе са ердељским војводом Ладиславом Апором са чијом ћерком се Владислав требало оженити и тако себи обезбедити угарски престо. Папа је 1309. године бацио анатему на Апора због тога што кћер жели удати за шизматика. Карло Роберт се убрзо учврстио у Угарској и предузео је поход у Драгутинову земљу. Драгутин је принуђен да се одрекне претензија на круну. Карло је 1310. године крунисан за краља. Односи између Карла Роберта и Драгутина временом су се побољшали. Драгутин је око 1314. године свога сина узео за савладара или му је бар један део територија доделио на управу.

## Владавина и борба са Стефаном Дечанским
Краткотрајан период мира у Српској краљевини прекинут је Драгутиновом смрћу у марту 1316. године. Пред смрт се краљ Драгутин замонашио и узео име Теоктист. Пре тога је на сабору предао власт своме сину Владиславу. У једном тренутку, убрзо након Драгутинове смрти, Милутин је затворио Владислава и преузео његову област. Затворени Владислав је уклоњен, привремено, као један од могућих наследника краља Милутина. Краљ Милутин је ушао у угарску Мачву и од 1316. око Мачве је почео трајни спор са повременим ратовима између Срба и Мађара.
Од свих Милутинових и Драгутинових синова као најозбиљнији наследник престола од 1316. остао је Милутинов син Константин. Урошиц је умро, Стефан Урош III је прогнан у Цариград, а Владислав је затворен 1316. године и онемогућен. Милутин је Константина прогласио за наследника и дао му име Стефан. Ослепљени Стефан Урош III, међутим, није заборављен у Византији. Црквени кругови, нарочито Светогорци и бањски игуман Данило, утицали су на краља Милутина да промени свој став и допусти Урошу III да се врати у Србију. Милутин му је на управу доделио жупу Будимљу (предео око Берана).
Милутин је умро крајем октобра 1321. у Неродимљи након краће болести. Није познато где су се у том тренутку налазили Милутинови синови, а између Милутинове смрти и крунисања за краља Стефана Уроша III протекло је више од два месеца. Око преузимања круне дошло је до борбе са Стефаном Константином, који је после пораза убијен.
Драгутинов син Владислав ослободио се заробљеништва и успоставио своју власт у очевим земљама. Носио је краљевску титулу и имао је двор са властитим достојанственицима. Није познато да ли је очеву државу обновио у пуном обиму. Босански бан се већ 1323. године назива господарем Усоре и Соли, а нејасан је положај Рудника.
Спор је избио око Рудника. У јесен 1323. године трговци у Руднику давали су поклоне краљу Владиславу, а пред крај те године трг је дошао у руке Стефана. Владислављеве присталице и трговац Менче Менчетић затворили су се у рудничку тврђаву Островицу. Краљ је позатварао дубровачке трговце због пружања подршке Менчетићу. Споразум са Дубровником склопљен је јуна 1324. године. Две године касније је краљ Стефан Урош III поново Дубровчанима издао повељу са уобичајеним повластицама.
Владислав се пред Стефаном Дечанским повукао у Угарску. Умро је после 1326. године.

## Породица
Владислав је био син српског краља Стефана Драгутина. Мајка му је била Каталина, припадница династије Арпадовић. Каталина је била ћерка угарског краља Стефана V. Са Каталином је Драгутин имао два сина: Владислава и Урошица, и више кћери од којих је позната једино Јелисавета која се удала за босанског бана Стефана Котроманића. Владислав је био ожењен Катарином Морозини, припадницом моћне млетачке породице Морозини. Катарина је била нећака угарског краља Андрије III Млечанина.
Краљ Владислав је изa себе оставио синове, који су поменути у једној разрешници из 1323. године. Њихова имена нису позната. Поједини научници сматрали су кесара Војихну, господара Драме у време цара Душана, потомком краља Драгутина преко сина Владислава.

## Породично стабло
|  |                              |  |  |  |  |  |  |  |  |  |  |  |  |  |  |  |
|  | 16. Стефан Немања            |  |  |  |  |  |  |  |  |  |  |  |  |  |  |  |
|  |                              |  |  |  |  |  |  |  |  |  |  |  |  |  |  |  |
|  |                              |  |  |  |  |  |  |  |  |  |  |  |  |  |  |  |
|  | 8. Стефан Првовенчани        |  |  |  |  |  |  |  |  |  |  |  |  |  |  |  |
|  |                              |  |  |  |  |  |  |  |  |  |  |  |  |  |  |  |
|  |                              |  |  |  |  |  |  |  |  |  |  |  |  |  |  |  |
|  | 17. Анастасија Немањић       |  |  |  |  |  |  |  |  |  |  |  |  |  |  |  |
|  |                              |  |  |  |  |  |  |  |  |  |  |  |  |  |  |  |
|  |                              |  |  |  |  |  |  |  |  |  |  |  |  |  |  |  |
|  | 4. Стефан Урош I             |  |  |  |  |  |  |  |  |  |  |  |  |  |  |  |
|  |                              |  |  |  |  |  |  |  |  |  |  |  |  |  |  |  |
|  |                              |  |  |  |  |  |  |  |  |  |  |  |  |  |  |  |
|  | 18. Рајнеро Дандоло          |  |  |  |  |  |  |  |  |  |  |  |  |  |  |  |
|  |                              |  |  |  |  |  |  |  |  |  |  |  |  |  |  |  |
|  |                              |  |  |  |  |  |  |  |  |  |  |  |  |  |  |  |
|  | 9. Ана Дандоло               |  |  |  |  |  |  |  |  |  |  |  |  |  |  |  |
|  |                              |  |  |  |  |  |  |  |  |  |  |  |  |  |  |  |
|  |                              |  |  |  |  |  |  |  |  |  |  |  |  |  |  |  |
|  | 2. Стефан Драгутин           |  |  |  |  |  |  |  |  |  |  |  |  |  |  |  |
|  |                              |  |  |  |  |  |  |  |  |  |  |  |  |  |  |  |
|  |                              |  |  |  |  |  |  |  |  |  |  |  |  |  |  |  |
|  | 20. Исак II Анђел            |  |  |  |  |  |  |  |  |  |  |  |  |  |  |  |
|  |                              |  |  |  |  |  |  |  |  |  |  |  |  |  |  |  |
|  |                              |  |  |  |  |  |  |  |  |  |  |  |  |  |  |  |
|  | 10. (?) Јован Анђел од Срема |  |  |  |  |  |  |  |  |  |  |  |  |  |  |  |
|  |                              |  |  |  |  |  |  |  |  |  |  |  |  |  |  |  |
|  |                              |  |  |  |  |  |  |  |  |  |  |  |  |  |  |  |
|  | 21. Маргарета Угарска        |  |  |  |  |  |  |  |  |  |  |  |  |  |  |  |
|  |                              |  |  |  |  |  |  |  |  |  |  |  |  |  |  |  |
|  |                              |  |  |  |  |  |  |  |  |  |  |  |  |  |  |  |
|  | 5. Јелена Градачка           |  |  |  |  |  |  |  |  |  |  |  |  |  |  |  |
|  |                              |  |  |  |  |  |  |  |  |  |  |  |  |  |  |  |
|  |                              |  |  |  |  |  |  |  |  |  |  |  |  |  |  |  |
|  | 11. (?) Матилда од Пожеге    |  |  |  |  |  |  |  |  |  |  |  |  |  |  |  |
|  |                              |  |  |  |  |  |  |  |  |  |  |  |  |  |  |  |
|  |                              |  |  |  |  |  |  |  |  |  |  |  |  |  |  |  |
|  | 1. Стефан Владислав II       |  |  |  |  |  |  |  |  |  |  |  |  |  |  |  |
|  |                              |  |  |  |  |  |  |  |  |  |  |  |  |  |  |  |
|  |                              |  |  |  |  |  |  |  |  |  |  |  |  |  |  |  |
|  | 24. Андрија II Арпадовић     |  |  |  |  |  |  |  |  |  |  |  |  |  |  |  |
|  |                              |  |  |  |  |  |  |  |  |  |  |  |  |  |  |  |
|  |                              |  |  |  |  |  |  |  |  |  |  |  |  |  |  |  |
|  | 12. Бела IV                  |  |  |  |  |  |  |  |  |  |  |  |  |  |  |  |
|  |                              |  |  |  |  |  |  |  |  |  |  |  |  |  |  |  |
|  |                              |  |  |  |  |  |  |  |  |  |  |  |  |  |  |  |
|  | 25. Гертруда Меранска        |  |  |  |  |  |  |  |  |  |  |  |  |  |  |  |
|  |                              |  |  |  |  |  |  |  |  |  |  |  |  |  |  |  |
|  |                              |  |  |  |  |  |  |  |  |  |  |  |  |  |  |  |
|  | 6. Стефан V Угарски          |  |  |  |  |  |  |  |  |  |  |  |  |  |  |  |
|  |                              |  |  |  |  |  |  |  |  |  |  |  |  |  |  |  |
|  |                              |  |  |  |  |  |  |  |  |  |  |  |  |  |  |  |
|  | 26. Теодор I Ласкарис        |  |  |  |  |  |  |  |  |  |  |  |  |  |  |  |
|  |                              |  |  |  |  |  |  |  |  |  |  |  |  |  |  |  |
|  |                              |  |  |  |  |  |  |  |  |  |  |  |  |  |  |  |
|  | 13. Марија Ласкарис          |  |  |  |  |  |  |  |  |  |  |  |  |  |  |  |
|  |                              |  |  |  |  |  |  |  |  |  |  |  |  |  |  |  |
|  |                              |  |  |  |  |  |  |  |  |  |  |  |  |  |  |  |
|  | 27. Ана Анђелина Комнина     |  |  |  |  |  |  |  |  |  |  |  |  |  |  |  |
|  |                              |  |  |  |  |  |  |  |  |  |  |  |  |  |  |  |
|  |                              |  |  |  |  |  |  |  |  |  |  |  |  |  |  |  |
|  | 3. Каталина Арпад            |  |  |  |  |  |  |  |  |  |  |  |  |  |  |  |
|  |                              |  |  |  |  |  |  |  |  |  |  |  |  |  |  |  |
|  |                              |  |  |  |  |  |  |  |  |  |  |  |  |  |  |  |
|  | 14. Шејхан или Котан?        |  |  |  |  |  |  |  |  |  |  |  |  |  |  |  |
|  |                              |  |  |  |  |  |  |  |  |  |  |  |  |  |  |  |
|  |                              |  |  |  |  |  |  |  |  |  |  |  |  |  |  |  |
|  | 7. Јелисавета Куманка        |  |  |  |  |  |  |  |  |  |  |  |  |  |  |  |
|  |                              |  |  |  |  |  |  |  |  |  |  |  |  |  |  |  |
|  |                              |  |  |  |  |  |  |  |  |  |  |  |  |  |  |  |